# Aubrevillea platycarpa
Aubrevillea platycarpa är en ärtväxtart som beskrevs av François Pellegrin. Aubrevillea platycarpa ingår i släktet Aubrevillea och familjen ärtväxter. Inga underarter finns listade i Catalogue of Life.